# Nora Mulder
Nora Mulder (* 1965 in Rotterdam) ist eine niederländische Konzertpianistin, die auch als Improvisationsmusikerin tätig ist.

## Wirken
Mulder studierte klassisches Klavier bei Barbara Grajewska am Rotterdams Conservatorium und am Conservatorium Maastricht. Sie besuchte Kurse am Mozarteum in Salzburg  und an der Académie musicale de Villecroze. Mit einem Stipendium des Prins Bernhard Cultuurfonds konnte sie zwischen 1992 und 1995 ihr Studium in Paris bei Claude Helffer, einem Spezialisten für die Aufführung zeitgenössischer klassischer Musik, fortsetzen. Neben Klavier, Akkordeon und Cembalo spielt Nora Mulder auch das Cimbalom und das elektrische Clavichord. Darüber hinaus brachte sie selbstgebaute Instrumente zum Einsatz.
Mulder ist als Solistin mit Sinfonieorchestern und Ensembles für moderne Musik tätig. Als Solistin interpretierte sie Werke von Astor Piazzolla, John Adams, Steve Reich, Francis Poulenc, Igor Strawinsky und George Antheil mit Orchestern wie dem Rotterdams Philharmonisch Orkest, dem Orkest De Volharding, Asko|Schoenberg und dem Nederlands Blazers Ensemble. 
Mulder ist Mitglied mehrerer Kammermusikensembles. Mit Pauline Post bildete sie ein Klavierduo, das das zeitgenössische Repertoire erkundete und zwei Alben einspielte. Aus dem Duo 7090 mit dem Geiger Bas Wiegers erweiterte sich mit dem Posaunisten Koen Kaptijn das Trio 7090. Mit diesem Trio veröffentlichte sie mehrere Alben, zunächst (mit weiteren Mitspielern) eine Album mit Kammermusik von Iannis Xenakis, entwickelte aber auch eine eigenständige Form des absurden Musiktheaters. Sie spielt Cimbalom im Corkestra unter der Leitung von Cor Fuhler (Album 2004). Auf diesem Instrument war sie auch in Pluk de Dag tätig, einem Ensemble für improvisierte Musik, mit Wilbert de Joode, Kontrabass, Cor Fuhler, E-Gitarre, und Oscar Jan Hoogland, elektrisches Clavichord. Mit dem Vokalisten Han Buhrs arbeitet sie langjährig im Duo. Sie begleitete auch den Saxophonisten Yuri Honing bei dessen Interpretation der Winterreise (Album 2007). Mit dem Ensemble Anarchist Republic of Bzzz trat sie 2018 bei Enjoy Jazz in Mannheim auf.
Mulder wurde 2019 im Bimhuis in Amsterdam mit dem Willem Breuker Prijs ausgezeichnet.

## Diskographische Hinweise
- Julia Whybrow, Nora Mulder: Weeds In Ophelia’s Hair: Neue Musik für Blockflöte, Vol. 3. (Cadenza 1997)
- Pianoduo Post & Mulder: Private Collection (BV Haast 1999)
- Iannis Xenakis: Béton Armé – Chamber Music by Iannis Xenakis (BV Haast 2007, mit Bas Wiegers, Nora Mulder sowie Koen Kaptijn, Gijs Kramers, Saartje van Camp)
- Trio 7090: Michael Finnissy (Label 7090 2012, mit Bas Wiegers, Nora Mulder, Koen Kaptijn)
- Greetje Bijma / Mary Oliver / Nora Mulder: Picatrix (ICP 2019)